# Night of Champions (2010)
Night Of Champions 2010 est un pay-per View de catch organisé par la fédération World Wrestling Entertainment de la WWE. Il s'est déroulé le 19 septembre 2010 dans l'Allstate Arena à Chicago, et était la quatrième édition de Night of Champions.
Comme pour chaque édition de ce show, tous les titres de la WWE furent mis en jeu durant la soirée. Sept matchs ont eu lieu, y compris un match sans enjeu (le premier de l'histoire de Night of Champions).

## Contexte
Les spectacles de la World Wrestling Entertainment en paiement à la séance sont constitués de matchs aux résultats prédéterminés par les scénaristes de la WWE, justifiés par des rivalités ou des qualifications survenues dans les émissions de la WWE telles que Raw, SmackDown et Superstars.
Les scénarios présentés ici sont la version des faits telle qu'elle est présentée lors des émissions télévisées. Elle respectent donc le Kayfabe de la WWE..

### Six-Pack Elimination Challenge pour le Championnat de la WWE
Après que le Champion de la WWE Sheamus a défendu avec succès son titre lors de SummerSlam en perdant contre Randy Orton par disqualification, le General Manager (directeur scénaristique) de Raw (à l'identité inconnue, et qui communique par messages) organise le 23 août à Raw de multiples matchs afin que le champion choisisse lui-même, au vu des performances de ses adversaires, son futur adversaire pour Night of Champions.
Les quatre personnes qui gagnent leurs matchs respectifs furent Edge (en battant R-Truth), Chris Jericho (en battant The Great Khali), Randy Orton (en battant Ted DiBiase et Johnny Morrison dans un Triple Threat match) et The Miz par disqualification face à John Cena après une intervention de Daniel Bryan. Plus tard dans la soirée, Sheamus annonce qu'il défendra son titre non pas à Night of Champions mais le soir même face à Zack Ryder, qu'il a lui-même choisi. Après une victoire expéditive, il rappelle qu'ainsi, il n'a pas à défendre son titre avant 30 jours, mais Wade Barrett rappelle que, du fait qu'il a remporté la saison 1 de NXT, il a le droit à un match de championnat mondial et réclame donc un match à Night of Champions contre Sheamus. Le General Manager se déclare d'accord, mais ajoute au match Edge, Jericho, Cena et Orton pour ce match qui devient alors un Six-Pack Challenge.
La semaine suivante, Jericho annonce qu'en cas de défaite, il quitte la WWE (cette stipulation se rajoute à celle du match). Cependant, il doit, tout comme Edge, remettre sa place en jeu la semaine suivante et, à la suite de sa défaite contre John Morrison, est enlevé du match en laissant sa place vacante. Lors du Raw suivant, le 13 septembre, Morrison perd l'opportunité de se qualifier pour le match en perdant dans un Falls Count Anywhere contre Sheamus, et plus tard dans la soirée Jericho récupère sa place en battant les Champions par équipe de la WWE, The Hart Dynasty (Tyson Kidd et David Hart Smith) dans un Steel Cage Handicap match (en soumettant Kidd, alors que Smith était sorti de la cage). Le même soir, le General Manager annonce que le match devient un Six-Pack Elimination Challenge.

### Michelle McCool contre Melina
À SummerSlam, Melina devient la nouvelle Championne des Divas en battant la championne en titre Alicia Fox. Juste après sa victoire, les co-championnes féminines autoproclamées, Michelle McCool et Layla (seul le règne de cette dernière est reconnu) l'attaquent.
Lors du 900e Raw, l'équipe LayCool (Michelle McCool et Layla) propose à Melina de mettre en jeu les deux titres lors de Night of Champions, dans le but de les unifier. Melina accepte, à condition que ce match soit un Lumberjill match. Il est révélé lors du SmackDown précédent le pay-per-view que l'adversaire de Melina serait Michelle McCool, à la suite d'un tirage au sort (truqué) effectué par Kaval.

### Kane contre The Undertaker
À SummerSlam, alors que Kane venait de défendre son titre de Champion du monde poids-lourds, il est attaqué par the Undertaker, de retour après sa période de coma (kayfabe) et tente de se venger de son agresseur, qui n'est autre que son demi-frère. Deux semaines plus tard, alors que l'Undertaker faisait officiellement son retour à Smackdown!, il annonce qu'il compte récupérer le titre de Kane.
Le match est annoncé la semaine suivante pour Night of Champions. The Undertaker a aussi demandé que le match soit un No Holds Barred match, requête acceptée par Kane.

### The Miz contre Daniel Bryan
À SummerSlam, The Miz, convaincu de faire partie de la Team WWE aux côtés de John Cena face à The Nexus, a finalement été évincé du match pour céder sa place à son ancien Rookie de NXT, Daniel Bryan, qui revenait à la WWE par cette même occasion. Le 6 septembre à Raw, Bryan défie the Miz pour son titre de Champion des États-Unis, et ce match est accepté et organisé par le General Manager.

### The Big Show contre CM Punk
The Big Show commence une rivalité avec la Straight Edge Society, le clan de CM Punk au complet peu avant le pay-per-view Money in the Bank. Lors du SmackDown du 23 juillet, il bat l'homme masqué (membre de la SES à l'identité inconnue) et lui enlève son masque, révélant Joey Mercury.
Lors de SummerSlam, Big Show gagne un Handicap match 3 contre 1 face à la Straight Edge Society (Punk, Mercury et Gallows). À la suite de la dissolution de la SES (Serena a été renvoyée de la fédération, Mercury s'est blessé et Gallows a été exclu par Punk à la suite d'une défaite contre Big Show), Punk décida d'affronter seul The Big Show lors de Night of Champions, dans le premier match sans enjeu de l'histoire du pay-per-view, afin de mettre fin à la rivalité.

### Dolph Ziggler contre Kofi Kingston
Lors du SmackDown du 6 août Dolph Ziggler bat Kofi Kingston pour remporter le titre intercontinental grâce à une intervention de Vickie Guerrero. Kofi Kingston tente de récupérer le titre à SummerSlam mais le match se finit en no-contest à la suite d'une intervention de The Nexus. Il perd deux autres matchs pour le titre à cause des interventions de Vickie Guerrero, qui fait perdre Ziggler par disqualification puis par décompte à l'extérieur, ce qui lui permet de conserver son titre.
Theodore Long annonce donc un ultime match entre les deux hommes, avec pour stipulation que si Ziggler perd ce match par disqualification ou par décompte à l'extérieur, il perdra son titre.

## Déroulement du spectacle
Après un dark match destiné à chauffer le public et durant lequel Johnny Morrison bat le Champion "Million Dollar" Ted DiBiase (managé par Maryse), le premier match télédiffusé a pour enjeu le titre intercontinental et voit s'opposer le champion, Dolph Ziggler (managé par Vickie Guerrero et par Kaitlyn, la rookie de cette dernière à NXT), au challenger Kofi Kingston. Ce match a la stipulation spéciale qu'en cas de disqualification ou de décompte extérieur du champion, ce dernier perd son titre. Au terme d'une dizaine de minutes de match, durant lequel Ziggler porte sans succès le Sleeper hold sur son adversaire avant que ce dernier ne lui porte également cette même prise sans succès, le champion conserve son titre en effectuant un tombé après un Zig Zag, à la suite d'une distraction de Vickie Guerrero, alors hors du ring.
Le match suivant est le seul de la soirée à ne pas avoir d'enjeu, et voit s'opposer CM Punk et The Big Show. C'est ce dernier qui l'emporte au bout de presque cinq minutes de match, en contrant un saut de la troisième corde de Punk avec un Spear puis en lui assénant un KO Punch.
Le troisième match de la soirée est un match pour le Champion des États-Unis du The Miz qui doit défendre son titre face à Daniel Bryan. Ce match et l'un des plus acclamés de la soirée par les critiques pour son haut niveau technique[réf. nécessaire], il dure plus d'une douzaine de minutes et voit s’enchaîner un grand nombre de contres et de tentatives de tombés "surprises". Il s'achève finalement par la victoire de Bryan, qui gagne par soumission en portant à son adversaire le LeBell Lock, en dépit de l'intervention de Alex Riley, rookie de The Miz durant la saison 2 de NXT.
L'unique match féminin de la soirée avait pour but d'unifier les deux titres féminins de la fédération, le titre féminin, détenue par Layla et le titre des Divas, détenue par Melina dans le but de déterminer la toute première Championne Unifiée des Divas. Bien que Layla soit la championne féminine, c'est Michelle McCool, également apte à défendre le titre (Layla l'avait gagné avec elle lors d'un Texas Tornado Handicap match contre Beth Phoenix, le 11 mai à SmackDown), qui participe au match face à la Championne des Divas Melina.
Le match, qui est un Lumberjill match, a pour "bûcheronnes" Eve Torres, Kelly Kelly, les Bella Twins, Gail Kim, Maryse, Alicia Fox, Natalya, Tamina, Jillian Hall, Rosa Mendes et enfin Layla dont le titre est en jeu. Les deux adversaires s'envoient à plusieurs reprises à l'extérieur du ring, Michelle se faisant à de multiples reprises attaquées par une partie des "bûcheronnes". Melina porte notamment un petit paquet pendant de multiples secondes sur Michelle, qui parvient cependant à se dégager à temps du fait que Layla a momentanément distrait l'arbitre. Alors que Michelle est attaquée par les "bûcheronnes", Layla vient attaquer Melina. Michelle réussit à se dégager, et porte un Big boot sur Melina, et effectue avec succès le tombé pour devenir la toute première Championne Unifiée des Divas.
Le cinquième match de la soirée était pour le Championnat du Monde poids-lourds détenue par Kane, qui le défendra face à The Undertaker. Au terme de ce long match, qui est un No Holds Barred Match et durant lequel les deux adversaires combattent également longuement à l'extérieur du ring, Kane remporte la victoire en contrant une tentative de Tombstone Piledriver de l'Undertaker pour en porter un lui-même.
Le sixième match de la soirée est un Tag Team Turmoil pour le Championnat par équipe de la WWE, détenue par The Hart Dynasty. Un match spécial voyant s'opposer cinq équipes : similaires à un Gauntlet match, il voit être temporairement couronnée championne l'équipe qui parvient à effectuer le tombé ou la soumission sur l'équipe adverse, qui est éliminée. Dès qu'une équipe est éliminée, une autre vient pour tenter de battre les champions temporaires. Une fois qu'il n'y a plus qu'une seule équipe qui n'a pas été éliminée, elle devient officiellement championne.
Le match commence entre les champions en titre, The Hart Dynasty (Tyson Kidd et David Hart Smith, managés par Natalya) et Jey et Jimmy Uso (managés par Tamina). La Hart Dynasty est la première éliminée au bout de plus de deux minutes, quand Kidd subit le tombé de Jimmy après un Superkick de Jey. La troisième équipe participante, celle de Santino Marella et Vladimir Kozlov, est éliminée en moins d'une minute quand, après avoir complètement dominé Jimmy, Marella tente sans succès le Cobra qui est contré par un Samoan Drop.
La quatrième équipe participante est celle composée de Mark Henry et Evan Bourne. Ils deviennent les champions provisoires quand Bourne, après un World Strongest Slam de Henry, effectue sur Jey sa prise de finition, le Shooting Star Press, avant d'effectuer le tombé. Ils doivent ensuite affronter la dernière équipe, "Dashing" Cody Rhodes et Drew McIntyre, qui remportent le titre par tombé de Rhodes sur Bourne après un Cross Rhodes après plus de 5 minutes d'affrontement.
Le septième et dernier match de la soirée est le Six-Pack Challenge Elimination Match pour le titre de Champion de la WWE, avec (par ordre d'entrée) le champion en titre Sheamus, John Cena, Edge, Chris Jericho, Wade Barrett et Randy Orton. Le premier éliminé, au bout de moins de deux minutes, est Jericho après un One-handed bulldog de Cena et un RKO de Orton, qui fait le tombé. Après que Jericho quitte la salle sous les acclamations du public, Barrett, qui sans s'en rendre compte s'est retrouvé entre ses quatre adversaires restants, se fait attaquer simultanément par chacun d'eux avant d'être éjecté du ring, et que le match recommence.
Après que Barrett ait été attaqué simultanément par Sheamus et Edge, et alors qu'il tente de créer une alliance avec eux, Cena et Orton, seuls sur le ring, tentent à de multiples reprises sans succès de se porter leurs prises de finissions (Attitude Adjustment et STF pour Cena, RKO et DDT entre les cordes pour Orton). Après que Sheamus et Edge dominent un temps ensemble leurs adversaires (notamment en portant une Souplesse de la troisième corde sur Cena), Edge est éliminé en subissant, après avoir porté un Spear à Sheamus puis un autre à Orton, un Attitude Adjustment de Cena qui effectue le tombé au bout de presque un quart d'heure de match.
Après que Cena tente en vain de soumettre Sheamus avec le STF (ce dernier attrape les cordes, brisant la prise), les membres de The Nexus interviennent dans le match pour aider leur leader, Barrett, qui en profite pour porter sa prise de finition, The Wasteland, sur Cena et l'éliminer. Juste après, Orton, après avoir porté des RKO à plusieurs membres de Nexus, en porte un autre sur Barrett avant de l'éliminer. Sheamus porte ensuite sur son ultime adversaire son Bicycle kick en tentant sans succès le tombé, avant de tenter de lui porter sa seconde prise de finition, le High Cross. Cependant, Orton contre la prise pour porter à Sheamus le RKO, et effectuer son troisième tombé réussi du match et remporter le titre après plus de vingt minutes de match.

## Tableau des matchs
| #                                                                | Match | Stipulation | Durée |
| ---------------------------------------------------------------- | --- | --- | ----- |
| Dark                                                             | John Morrison bat Ted DiBiase | Match simple | 5:26  |
| 1                                                                | Dolph Ziggler (c) bat Kofi Kingston | Match simple pour le Championnat intercontinental. Si Ziggler perd par décompte à l'extérieur ou disqualification, il perd le titre. | 12:42 |
| 2                                                                | The Big Show bat CM Punk | Match simple | 4:43  |
| 3                                                                | Daniel Bryan bat The Miz (c) | Match simple pour le Championnat des États-Unis                                                                                      | 12:29 |
| 4                                                                | Michelle McCool (championne féminine) bat Melina (championne des Divas) | Lumberjill Match pour l'unification des championnats féminin et des Divas                                                            | 6:34  |
| 5                                                                | Kane (c) bat The Undertaker | No Holds Barred Match pour le Championnat du Monde poids-lourds                                                                      | 18:29 |
| 6                                                                | Cody Rhodes et Drew McIntyre bat The Hart Dynasty (David Hart Smith et Tyson Kidd) (c), Jimmy et Jey Uso, Santino Marella et Vladimir Kozlov, et Evan Bourne et Mark Henry | Tag Team Turmoil match pour le Championnat de la WWE par équipe                                                                      | 11:42 |
| 7                                                                | Randy Orton bat Sheamus (c), Wade Barrett, Edge, John Cena et Chris Jericho                                                                                                | Six-Pack Challenge Elimination Match pour le Championnat de la WWE.                                                                  | 21:28 |
| (c) désigne le(s) champion(s) défendant son titre dans le match. | | |       |

### Détails du Six-Pack Challenge Elimination Match
| Élimination # | Catcheur      | Éliminé par  | Manière                                   | Temps |
| ------------- | ------------- | ------------ | ----------------------------------------- | ----- |
| 1             | Chris Jericho | Randy Orton  | RKO                                       | 1:25  |
| 2             | Edge          | John Cena    | Attitude Adjustment                       | 15:00 |
| 3             | John Cena     | Wade Barrett | Wasteland après une distraction des Nexus | 18:58 |
| 4             | Wade Barrett  | Randy Orton  | RKO                                       | 20:32 |
| 5             | Sheamus       | Randy Orton  | RKO                                       | 21:28 |
| Vainqueur     | Randy Orton   |              |                                           |       |